# Edvard Cenek
Edvard Cenek (18. března 1904, Staré Město u Karviné – 26. července 1971, Praha) byl úředník, redaktor, spisovatel a fotograf. Používal také pseudonym Eda Cenek.

## Životopis
Po středoškolském studiu absolvoval v letech 1922–1926 v Brně techniku. Pak byl dva roky lektor a úředník v nakladatelství. V letech 1931 až 1943 pracoval v nakladatelství Melantrich, nejprve jako redaktor Českého slova v Ostravě a od roku 1941 jako redaktor Nedělního Českého slova v Praze.
Po roce 1945 byl redaktorem tělovýchovného časopisu Naše cesta, v období 1948–1950 byl spisovatelem z povolání, v roce 1951 byl pomocným dělníkem. V roce 1952 se ve 48 letech uchytil na 13 let jako technický úředník..

## Dílo
Cenek je autorem jednoho sci-fi románu, dvou populárně napsaných životopisů a několika reportáží o protifašistickém odboji. Zabýval se uměleckou fotografií a napsal také několik divadelních her s detektivní zápletkou.

### Próza
- Nekonečno (1928), vědeckoutopický román,
- Válečné anekdoty 1939–1945. Smích v bodláčí 1945, spoluautor Vlastimil Ziegner,
- Jak jsem je stíhal (1946), reportáž o stíhání fašistických zločinců,
- Velel jsem černochům (1947), reportáž o protifašistickém odboji podle vyprávění štábního kapitána Oty Šachra,
- 75 000 km za svobodu (1947, druhá reportáž o protifašistickém odboji podle vyprávění štábního kapitána Oty Šaracha,
- T.A.Edison (1949), biografie,
- Vzhůru na Mont Blanc (1948), knižnice Rychlých šípů časopisu Vpřed
- Vyzvědačka B7 (1948), reportáž o akcích německé špionáže
- R.F.Scott (1949), biografie.

### Divadelní hry
- Odvážný pokus (1942),
- Otřesné chvíle (1943),
- Záhada pod cimbuřím (1944),
- Cesta k průsmyku (1945).